# 闽宁镇
闽宁镇，是中华人民共和国宁夏回族自治区銀川市永宁县下辖的一个建制镇。南邻青铜峡市，东邻永宁县邵刚乡。面积为56km²。2013年人口约4.4万人，8870余户，其中回族占83%。
镇名来源于福建省的简称“闽”，及宁夏回族自治区的简称“宁”。是福建省对口帮扶宁夏的重点区域。主要居民原为1997年后自治区政府组织下由西海固地区搬迁而来的吊庄移民。1997年，闽宁两省(区)第二次联席会议决定成立闽宁村，2000年改为闽宁镇，由永宁县管辖。
主要经济产业为葡萄种植、畜牧业等。2019年被评为中国文化百强镇。
因其在脱贫攻坚战中的杰出贡献与付出，在2021年2月25日全国脱贫攻坚总结表彰大会上，该镇集体被授予“全国脱贫攻坚楷模”。中共中央总书记、国家主席、中央军委主席习近平为其颁奖。

## 行政区划
闽宁镇下辖以下地区：
福宁村、木兰村、武河村、园艺村和玉海村。

## 影视作品
2021年热播的《山海情》是以闽宁镇为蓝本的农村脱贫题材电视剧，拍摄地即在闽宁镇。